# Обсерваторія Пік Терскол
Обсерваторія Пік Терскол — міжнародна астрономічна обсерваторія, заснована у 1980 році на піку Терскол (станція Новий Кругозір) вище (на північ від) села Терскол (Кабардино-Балкарія, Ельбруський район, Приельбрусся, Росія)  Національною Академією наук України в 3 км від вершини Ельбрусу (біля підніжжя, на південному плечі Ельбрусу), на висоті 3150 метрів н. р. м.. Є: філією ГАО НАН України; міжнародної обсерваторією; входить до складу Міжнародного центру астрономічних і медико-екологічних досліджень (МЦ АМЕІ). З 1 січня 2005 року обсерваторія експлуатується спільно НАН України, Терскольскою філією ІНАСАН і Міжнародним Центром астрономічних і медико-екологічних досліджень.
Неподалік від обсерваторії Терскол розташована також Баксанська нейтринна обсерваторія.

## Керівники обсерваторії
- З грудня 1992 року — Тарадій Володимир Кирилович — директор Міжнародного центру астрономічних і медико-екологічних досліджень[5]
- Зараз — Олександр Васильович Сергєєв — заступник директора обсерваторії

## Історія обсерваторії
Обсерваторію почали будувати в 70-ті роки молоді астрономи  Головної астрономічної обсерваторії України під керівництвом Ярослава Яцківа. Внесок у вибір місця для обсерваторії вніс і Сергій Борисович Новиков. Спочатку обсерваторію було обладнано 5-ма інструментами різної потужності.
Але прогрес вимагав більших та потужніших інструментів. Тому в другій половині 80-х років у фірми Карл Цейс Йєна було замовлено телескоп Цейс-2000. У 1986—1988 рр. був здійснений монтаж куполу діаметром 20 метрів, у 1988 році телескоп Ц-2000 був доставлений на пік Терскол через Новоросійський морський порт. З осені 1990-го року до 1994 року монтаж телескопа був припинений у зв'язку з браком фінансування і зміною політичної ситуації.
Для порятунку української високогірної спостережної бази з ініціативи ГАО НАН України і  Інституту фізіології ім. О. Богомольця (його лабораторії також були поблизу Терсколу) в грудні 1992 року був створений Міжнародний центр астрономічних та медико-екологічних досліджень. Директор центру — Володимир Тарадій. Цейс-2000 був встановлений в 1995 році. У 2001 році почалося будівництво готелю для астрономів. З літа 2007 року Одеська обсерваторія спільно з ПулКОНом проводить відновлювальні роботи 80-см телескопа.

## Інструменти обсерваторії
- Горизонтальний сонячний телескоп АЦУ-26 (D = 65 см, F = 17.75 м, введений у дію в 1989 р., у 1992 почалися регулярні спостереження)[7]
- Малий горизонтальний спеціалізований сонячний телескоп СЕФ-1 (D = 30 см, F = 3 м, працював 1985 — 1992 рр.)[7]
- Цейс-600, системи Кассегрен (D = 60 см, F = 7,2 м)
- Цейс-2000 (D = 2 м, F = 6,3 м (з редуктором), F = 16 м (фокус Річі — Кретьєн, поле зору 1,2 градуса) або 72 м (фокус Куде, поле зору 5 кут. мін.), оптичної системи Річі — Кретьєн — Куде <! — 2-meter Ritchey-Chretien-Coude telescope ->, введений в 1995; з середини 2000-х років експлуатується спільно НАН України, Терскольською філією ІНАСАН РАН і Міжнародним Центром астрономічних і медико-екологічних досліджень)[8] + ПЗС- камера FLI PL4301E (з чипом 50 × 50 мм, поле 11 'х 11', встановлена в січні 2009 року)[9]
- Телескоп К-800 (D = 80 см, Fпрямий фокус = 228 см, Fкассегренівський = 10 м) системи Кассегрена Одеської астрономічної обсерваторії[10][11][12]
- Celestron 11"(D = 280 мм, F = 2,8 м, роботизований телескоп)
- Meade 14"(D = 356 мм, F = 3,56 м, роботизований телескоп)

Прилади на станції Пік Терскол:
- GPS служба часу
- Багатокамерний спектрометр високого і надвисокої роздільної здатності (Rz = 40 000 … 500 000) у фокусі куде 2-м телескопа
- Високопроникний підвісний спектрометр у фокусі Кассегрена 2-м телескопа
- Швидкісний двоканальний фотометр для синхронних спостережень у мережі телескопів
- Високоефективні CCD-приймач і зображення з азотним охолодженням для спектральних і фотометричних спостережень

## Відділи обсерваторії
- Сонячна фізика
- Фізика тіл Сонячної системи

## Напрями досліджень
- «Астрокосмічного дослідження в Приельбруссі» (стан атмосфери)[13]
- Астрофізичні дослідження
- Оптичні післясвітіння гамма-сплесків
- Астросейсмологія (високочастотні коливання зірок, спостереження за програмою Whole Earth Telescope)
- Планети-гіганти та їх супутники (астрометрія і фотометрія)
- Навколоземні астероїди (астрометрія і фотометрія)
- Комети (стан газу і пилу)
- Малорозмірні ДСО-фрагменти (космічне сміття)
- Пошуки й дослідження екзопланет (фотометрія)
- Сонце[14]
- Рентгенівські подвійні зірки, катаклізмічні змінні
- Пошуки і спостереження ТНО

## Основні досягнення
- В обсерваторії проводилися денні спостереження Меркурія для побудови карт поверхні планети в підтримку польоту АМС «Мессенжер»[15]
- В обсерваторії проходять раз у 2 роки традиційні конференції, присвячені навколоземного простору і астероїдної небезпеки[16][17][18]
- Гранична зоряна величина за 1 годину до початку 2009 року становила 23,5m, а після — вже 25m (зміна ПЗС-камери).

## Цікаві факти
- 29 березня 2006 років через обсерваторію пройшла смуга повного сонячного затемнення[19]
- Понад півроку обсерваторія відрізана від зовнішнього світу за рахунок великого сніжного покриву. Єдиний спосіб потрапити в неї — піднятися пішки на висоту 3100 метрів.